# Laurent Bernier
Laurent Bernier (ur. 28 grudnia 1921 w Québecu, zm. 13 sierpnia 2007 tamże) – kanadyjski skoczek narciarski, olimpijczyk i uczestnik mistrzostw świata.
Był zawodnikiem klubu Valcartier Ski Club z Québec. Uczestniczył w Zimowych Igrzyskach Olimpijskich 1948 w Sankt Moritz – w konkursie skoczków narciarskich zajął 46. pozycję, oddając skoki na odległość 58 i 54,5 metra (w drugiej próbie zanotował upadek). Dwa lata później wystartował w Mistrzostwach Świata w Narciarstwie Klasycznym 1950, gdzie w rywalizacji skoczków narciarskich był 33.
Zdobywał tytuły mistrza Kanady w skokach narciarskich. W 1950 doznał poważnego upadku, w którym uszkodził swoją prawą nogę – w wyniku tego zdarzenia do końca życia pozostał kaleką. Po zakończeniu kariery zawodniczej został trenerem skoków narciarskich, szkoląc zawodników z Québecu.
Służył w Royal Canadian Air Force.